# Strubiny (powiat nowodworski)
Strubiny – wieś sołecka w Polsce położona w województwie mazowieckim, w powiecie nowodworskim, w gminie Zakroczym.
Prywatna wieś szlachecka położona była w drugiej połowie XVI wieku w powiecie zakroczymskim ziemi zakroczymskiej województwa mazowieckiego. W latach 1975–1998 miejscowość należała administracyjnie do województwa warszawskiego.
W pobliżu wsi znajdują się dwa obiekty pierścienia zewnętrznego umocnień Twierdzy Modlin: Fort XI oraz Dzieło D-4. 